# Crash (magazine)
Ne pas confondres avec le magazine français Crash Magazine (en).
Pour les articles homonymes, voir Crash.
Crash est un magazine britannique consacré à l'ordinateur ZX Spectrum. Il a été publié de 1984 à 1991 par Newsfield Publications Ltd jusqu'à leur liquidation, puis jusqu'en 1992 par Europress (en).

## Historique
Crash a été lancé en 1983 à Ludlow, dans le Shropshire, par Roger Kean, Oliver Frey et Franco Frey. Le trio s'était rencontré l'année précédente alors qu'il travaillait pour l'éditeur de journaux Alan Purnell, apprenant à rédiger et à produire un magazine à partir de zéro. Franco Frey travaillait pour une société d'électronique et l'un de ses contacts professionnels lui avait demandé s'il pouvait se procurer des jeux vidéo. Kean se souvient que "la grande distribution ignorait tout des jeux vidéo" et qu'ils voulaient se procurer des titres et les vendre. Ils ont créé un catalogue de vente par correspondance appelé Crash Micro Games Action et ont fait de la publicité dans des magazines informatiques contemporains tels que Computer and Video Games. Le succès est immédiat, si bien que fin 1983, ils décident de lancer un magazine dédié, en créant la société Newsfield à cet effet. Kean et Oliver Frey voulaient un titre accrocheur pour le magazine et ont choisi Crash d'après le roman du même nom de J. G. Ballard.
Bien qu'il ait régulièrement joué à des jeux vidéo au cours des années 1970, Kean, d'âge moyen, s'est rendu compte que le marché cible du magazine était constitué d'adolescents et de jeunes hommes, et que la rédaction devait en tenir compte. Il a donc embauché un adolescent, Matthew Uffindel, comme rédacteur, et les deux hommes ont recruté des écoliers locaux pour évaluer les jeux, notamment Ben Stone et Robin Candy. Pour produire des captures d'écran, une caméra a été installée pour capturer directement le téléviseur ou le moniteur sur lequel le Spectrum était branché. Le film était ensuite traité en interne, imprimé et livré à une imprimerie locale pour préparer la page finale.
Le premier numéro devait être publié en novembre 1983, à temps pour les ventes d'avant Noël, mais en raison d'un conflit avec les détaillants WH Smith, il a été publié en février de l'année suivante. Le magazine se concentre sur les jeux Spectrum. Il a connu un succès immédiat grâce aux illustrations d'Oliver Frey et à l'écriture de Kean, assisté d'Uffindel. Kean et les frères Frey continueront à s'impliquer dans le magazine tout au long de son existence,.
Les critiques donnaient directement leur avis sur la qualité d'un jeu, sans tenir compte de la publicité ou des pressions exercées par les éditeurs de logiciels. Bien que les éditeurs aient parfois essayé de soudoyer les rédacteurs du magazine pour qu'ils donnent de bonnes critiques, les enfants ne le faisaient pas et ont même donné une fois une mauvaise note de 9 % à un jeu. Cette honnêteté a donné à Crash une bonne réputation et lui a permis d'exercer une grande influence sur l'industrie des jeux,. Si un jeu recevait un « Crash Smash » (une note globale de 90 % ou plus), l'industrie pensait qu'il était vraiment bon et qu'il se vendrait bien. Le logo a été utilisé dans des publicités pour des jeux, grands et petits,,. Parmi les Crash Smash les plus marquants, citons Jet Set Willy, Sabre Wulf et Head over Heels. En 1986, Gremlin Graphics a publié une compilation, Four Crash Smashes, qui comprenait Spy Hunter, Alien 8, Dun Darach (en) et Night Gunner.
En octobre 1986, Crash a enregistré des ventes de plus de 100 000 exemplaires. Son chiffre ABC de 101 483 exemplaires par mois pour la période de janvier à juin était, selon le magazine, supérieur à celui de n'importe quel autre magazine informatique britannique,.
En 1989, le magazine concurrent Spectrum Your Sinclair proposait régulièrement une cassette gratuite attachée à la couverture, contenant un jeu complet et diverses démos. Crash avait occasionnellement présenté des cassettes en couverture, mais commençait à accuser un certain retard en termes de diffusion. Il a été relancé en juin avec une cassette gratuite en couverture contenant un certain nombre de jeux complets, qui a continué à être présentée régulièrement. Cela s'est fait au détriment du nombre de pages et du contenu éditorial, qui ont tous deux été réduits,. Kean était contrarié par l'obligation de mettre des bandes sur la pochette pour rester dans la course, car cela augmentait les coûts et masquait l'œuvre de Frey sur la pochette.
Newsfield a connu des difficultés financières croissantes au début des années 1990. Le dernier numéro de Crash publié par la société date de septembre 1991. Après la liquidation de la société, le magazine a été relancé par Europress en décembre, jusqu'au dernier numéro en avril 1992. Après cela, Crash a été racheté par EMAP, éditeur de Sinclair User, qui a fusionné les deux magazines. Dans la pratique, cela n'a guère signifié plus que l'apparition du logo Crash sur la couverture.
En mai 2016, une plaque bleue a été posée au numéro 2 de King Street, à Ludlow, en tant que local de Newsfield lorsqu'il publiait Crash et ZZap!64 de 1984 à 2009, qui engageaient tous deux des élèves de la Ludlow Church of England School aux côtés de journalistes professionnels.
En 2017, le magazine a fait l'objet d'une exposition spéciale au Ludlow Buttercross Museum, qui documente la contribution de Newsfield à l'industrie locale. La même année, une édition spéciale du magazine a été publiée à la suite d'une campagne Kickstarter qui a permis de récolter 12 000 livres sterling. Kean, Oliver Frey et Nick Roberts sont tous revenus pour contribuer à ce numéro. L'année suivante, une campagne similaire a débouché sur l'édition 2019 de l'annuel Crash - numéro 100. Le magazine a été relancé en tant que publication trimestrielle A5 en décembre 2020.

## Illustration de la couverture
Crash présentait des couvertures originales, dessinées pour la plupart par Oliver Frey. Une grande partie de son œuvre a été publiée sous forme de livre pour la première fois en 2006.
La couverture du numéro 18, juillet 1985, qui représentait une sorcière légèrement vêtue avec un homme à genoux portant un collier et des chaînes, a été jugée provocante par certains magasins qui l'ont déplacée vers le rayon supérieur. Le numéro 31 d'août 1986 a été critiqué pour sa couverture représentant la rédactrice Hannah Smith en maillot de bain luttant contre un extraterrestre. La couverture du numéro 41, juin 1987, était une image particulièrement violente représentant deux barbares se battant, l'un s'apprêtant à trancher la gorge de l'autre. L'image a été jugée trop forte par W H Smith et ce numéro a été relégué dans les rayons supérieurs. Cependant, ces couvertures controversées ont contribué à stimuler les ventes de Crash, notamment en doublant le tirage de 1985 à 1986.

## Contenu éditorial
Une grande partie du contenu éditorial (comme les avant-premières et les réponses au courrier des lecteurs) était attribuée à Lloyd Mangram, un personnage fictif, bien que rédigé par des membres de l'équipe éditoriale. Il a été créé par l'équipe simplement pour que le magazine paraisse plus important et plus professionnel en donnant l'impression d'avoir un plus grand nombre de rédacteurs, et il a été nommé d'après le golfeur Lloyd Mangrum (en). À une occasion, Mangram a été représenté visuellement dans le magazine par un croquis d'un homme portant un sac en papier sur la tête avec des trous découpés pour les yeux, et il a été signalé qu'il travaillait sur une machine à écrire Hermès.
La section « Playing Tips » proposait des solutions de triche pour rendre les jeux plus faciles. Candy a animé régulièrement cette section au cours des premières années. Le numéro 27 d'avril 1986 comprenait un supplément spécial « Robin Candy's Playing Tips » contenant des tricheries et des modifications de jeux, notamment un éditeur de pièces pour le jeu Crash Smash Sweevo's World. Après le départ de Candy, Hannah Smith a dirigé la section en tant qu'« informatrice de filles », établissant une rivalité avec la fictive Melissa Ravenflame de Computer and Video Games,. Nick Roberts a commencé à travailler pour le magazine en éditant cette section après Smith, et il est resté jusqu'à la fin du magazine, travaillant sur les POKE (altérations du code machine du jeu dans la mémoire qui permettaient à un joueur de tricher) à l'aide d'un Multiface, un module d'extension matériel du Spectrum. Le magazine a également publié des informations techniques et des articles sur les futurs matériels et périphériques dans ses sections "Tech Niche" et "Tech Tips", cette dernière étant souvent rédigée par Simon N Goodwin,. En 1988, une "Tech Tape" spéciale a été publiée, contenant des utilitaires et des programmes associés à cette section. Crash comprenait une rubrique occasionnelle, ce qui semblait inhabituel pour un magazine informatique. La première année a vu le lancement de la bande Lunar Jetman (écrite et illustrée par John Richardson, d'après le personnage des jeux d'Ultimate Play the Game) et de The Terminal Man, une fiction originale écrite par Kelvin Gosnell et illustrée par Oliver Frey. Les années suivantes ont vu une brève reprise de The Terminal Man, ainsi que de l'histoire comique de Mel Croucher, Tamara Knight, qui se sont toutes deux arrêtées à mi-parcours. Après la fermeture de LM, l'éphémère magazine lifestyle de Newsfield, Crash a hérité de ses critiques vidéo pendant une courte période,,.
Le numéro d'août 1985 de Crash présentait « Unclear User », une parodie du magazine concurrent Sinclair User. Deux jours avant la date de publication officielle, le magazine a fait l'objet d'une injonction pour violation des droits d'auteur,. Les exemplaires ont été retirés des kiosques et des excuses ont été publiées dans le numéro suivant. Les lecteurs se sont également vu proposer un ancien numéro dont les pages incriminées avaient été retirées, à un prix réduit et avec une livraison prioritaire.

## Prix des lecteurs
À partir de 1984, le magazine a publié un article annuel sur les prix des lecteurs, basé sur les votes des lecteurs.
| Année | Meilleur jeu en général         | Meilleure aventure          | Meilleur jeu de plateforme | Meilleur jeu de tir | Meilleure simulation | Meilleur graphisme    | Meilleure publicité |
| ----- | ------------------------------- | --------------------------- | -------------------------- | ------------------- | -------------------- | --------------------- | ------------------- |
| 1984  | Daley Thompson's Decathlon (en) | Lords of Midnight           | Wanted: Monty Mole (en)    | Ad Astra            | Fighter Pilot        |                       | Sabre Wulf          |
| 1985  | Elite                           | Red Moon (en)               | Dynamite Dan (en)          | Commando            | Tomahawk             | Fairlight             |                     |
| 1986  | Starglider                      | Heavy on the Magick (en)    | Dynamite Dan II (en)       | Uridium             | TT Racer             | Light Force (en)      | The Great Escape    |
| 1987  | Driller (en)                    | The Pawn                    | Auf Wiedersehen Monty (en) | Zynaps              | Gunship              | Driller               | Game Over           |
| 1989  | Batman – The Movie              | Myth: History in the Making |                            |                     |                      | Operation Thunderbolt | Cabal               |
| 1990  | RoboCop 2                       | Lords of Chaos              |                            |                     |                      | Turtles               |                     |